# Nerea Barros
Nerea Barros Noya (Santiago di Compostela, 12 maggio 1981) è un'attrice spagnola.

## Filmografia parziale

### Cinema
- Nena, regia di Xavier Bermúdez (1998)
- León y Olvido, regia di Xavier Bermúdez (2004)
- Os fenómenos, regia di Alfonso Zarauza (2014)
- La isla mínima, regia di Alberto Rodríguez (2014)
- La isla de las mentiras, regia di Paula Cons (2020)
- Voces, regia di Ángel Gómez Hernández (2020)

### Televisione
- Matalobos - serie TV, 10 episodi (2009-2010)
- Il Principe - Un amore impossibile (El Príncipe) - serie TV, 5 episodi (2015)
- Hospital Real - serie TV, 15 episodi (2015)
- Il sapore delle margherite (O sabor das margaridas) - miniserie TV, 6 episodi (2018)
- Ultimo - Caccia ai Narcos - miniserie TV, un episodio (2018)
- La novia gitana - serie TV, 16 episodi (2022-2023)
- Operación Marea Negra - serie TV, 12 episodi (2022-in corso)

## Premi
- Premi Goya
  - 2015: "Mejor Actriz Revelación" (La isla mínima)
- Medallas del Círculo de Escritores Cinematográficos
  - 2015: "Mejor Actriz Revelación" (La isla mínima)
- Premios ACE
  - 2018: "Cinema - Best Supporting Actress" (La isla mínima)
- Almería International Film Festival
  - 2022: "Best Actress, Short Film" (36)